# Carl Isakson
Carl Isak Isakson, född 17 september 1847 i Råneå socken, död 21 maj 1926 i Härnösand, var en svensk affärsman. Han var far till Nils Isakson.
Carl Isakson var son till länsmannen Johan Fredrik Isakson. Efter endast fjorton dagars skolgång och därefter undervisning i hemmet av sin mor fick Isakson anställning hos firman Robert Fresk i Östersund. Ännu ej 20 år gammal flyttade han till Härnösand, där han anställdes i S Bergfors diversehandel, som han övertog och fortsatte att driva, från 1869 under namnet firma Isakson & Söderholm. Från slutet av 1880-talet ägnade sig Isakson helt åt partiaffärer i kolonialvaror, som kom omfatta hela Norrland norr om Härnösand, där det på den tiden inte fanns någon annan importör i branschen. Med "långskjuts" berestes det stora området i regel två gånger om året. 1899 ombildade han sitt företag till aktiebolag med ett aktiekapital om 350 000 kronor. Han var fram till 1907 VD och fram till 1921 styrelseledamot i bolaget. Isakson var Tyska Rikets vicekonsul i Härnösand 1899-1909, Han tillhörde 1879–1904 stadsfullmäktige i Härnösand samt fattigvårdsstyrelsen, där han var kassaförvaltare 1874–1894.  Riddare av Kungl. Vasaorden 1904.